# Hyperolius parkeri
Hyperolius parkeri és una espècie de granota de la família dels hiperòlids que viu a Kenya, Moçambic i Tanzània.